# 长征四号运载火箭

长征四号甲火箭

长征四号运载火箭，原名长征二号甲、新長征三號（XCZ-3），于1979年由上海航天技术研究院在风暴一号火箭的基础上开始研制，主要任务是作为发射地球同步轨道卫星的另一个方案，與第三级采用YF-73氢氧发动机的长征三号不同，新长征三号第三级使用常规推进剂，运载能力為1250公斤。长征四号箭长41.9米，最大直径3.35米，第三级直径2.9米，起飞质量248.9吨，起飞推力2942千牛。到1982年，该火箭停止研制，转而在其基础上研制长征四号甲火箭以用于发射太阳同步轨道卫星。